# Assemblea nazionale (Slovenia)
L'Assemblea nazionale (in sloveno Državni zbor) è la camera bassa del Parlamento sloveno. 
La cosiddetta camera alta infatti, sebbene si ritenga che il paese operi secondo un bicameralismo incompleto) è il Consiglio nazionale.
L’Assemblea è composta da 90 membri, il cui mandato è quadriennale, che si distinguono in 88 eletti con sistema proporzionale e 2 eletti dalle comunità nazionali (italiana e ungherese). Questi ultimi hanno diritto di veto nelle questioni riguardanti il proprio gruppo etnico.

## Presidenti
| #  | Presidente                   | Inizio            | Fine              | Partito |
| -- | ---------------------------- | ----------------- | ----------------- | ------- |
| 1  | France Bučar                 | 17 maggio 1990    | 23 dicembre 1992  | SDZ     |
| 2  | Herman Rigelnik              | 23 dicembre 1992  | 16 settembre 1994 | LDS     |
| 3  | Jožef Školč                  | 16 settembre 1994 | 3 dicembre 1996   | LDS     |
| 4  | Janez Podobnik               | 3 dicembre 1996   | 10 novembre 2000  | SLS     |
| 5  | Borut Pahor                  | 10 novembre 2000  | 12 luglio 2004    | ZLSD    |
| 6  | Franc Horvat                 | 12 luglio 2004    | 22 ottobre 2004   | ZLSD    |
| 7  | France Cukjati               | 22 ottobre 2004   | 15 ottobre 2008   | SDS     |
| 8  | Pavel Gantar                 | 15 ottobre 2008   | 2 settembre 2011  | Zares   |
| 9  | Ljubo Germič                 | 2 settembre 2011  | 21 dicembre 2011  | LDS     |
| 10 | Gregor Virant                | 21 dicembre 2011  | 29 gennaio 2013   | DL      |
| –  | Jakob Presečnik (ad interim) | 29 gennaio 2013   | 27 febbraio 2013  | SLS     |
| 11 | Janko Veber                  | 27 febbraio 2013  | 1º agosto 2014    | SD      |
| 12 | Milan Brglez                 | 1º agosto 2014    | 22 giugno 2018    | SMC     |
| 13 | Matej Tonin                  | 22 giugno 2018    | 5 marzo 2020      | NSi     |
| 14 | Igor Zorčič                  | 5 marzo 2020      | 13 maggio 2022    | SMC     |
| 15 | Urška Klakočar Zupančič      | 13 maggio 2022    | in carica         | GS      |